# 御園座演劇図書館
御園座演劇図書館（みそのざえんげきとしょかん）は、愛知県名古屋市中区栄一丁目の御園座が設置する私設図書館。

## 歴史

### 初代御園座時代
1969年（昭和44年）1月、御園座の社史編纂に伴って蒐集された資料の整理保存のために、御園座の長谷川栄一元会長によって資料室として設置された。演劇に関する書籍などのほか、御園座で上演された演目をはじめとする日本国内他劇場の番付など、各種の資料を所蔵している。1973年（昭和48年）から一般公開を開始し、1975年（昭和50年）から館外貸出を開始した。1991年（平成3年）時点の蔵書総数は約2万冊だった。2001年（平成13年）9月時点の蔵書数は約3万5000冊であり、うち70%が演劇関係書だった。同時点の開館時間は10時から17時であり、日曜・祝日・第2土曜・第4土曜は休館日だった。2009年（平成21年）11月から開館日時が短縮され、月曜・水曜・金曜のみの開館となった。御園座の建て替え準備に伴って、2013年（平成25年）3月29日をもって閉館した。なお、同年1月時点では御園座閉館後の図書館の存続について方向性が定まっていなかった。

### 2代目御園座時代
御園座は2015年（平成27年）にグランドメゾン御園座タワーの建設に着工した。2017年（平成29年）10月5日、御園座は新劇場にも図書館を設置すると発表した。2018年（平成30年）4月1日、グランドメゾン御園座タワーの2階から4階に御園座が開館した。2階の劇場入口近くには演劇図書館が設けられ、広さは40平方メートルである。入場無料でだれでも利用できる。

## 蔵書

### 蔵書一覧
図書：28,000冊
- 演劇関係書：20,000冊、文学・歴史書：8,000冊。
- 雑誌は『歌舞伎新報』、『演藝画報』、『幕間』、『演劇界』、『歌舞伎』などを所蔵[2]。
- 演劇、能楽・能狂言、舞踊・舞踊劇、人形劇、映画、大衆演芸などの書籍を所蔵[2]。日本で刊行された演劇の基本書は、入手可能なものはほとんどすべて所蔵している[2]。

台本等：10,000冊
- 戯曲は「歌舞伎名作選」（全15巻）、「名作歌舞伎全集」（全25巻）、「日本戯曲全集」（全68館）、「黙阿弥全集」（全28館）などを所蔵[2]。1969年（昭和44年）以降の御園座で上演された舞台のすべてが録音テープで残されている[2]。

### 蔵書概説
歌舞伎の番付（プログラム）、歌舞伎役者の化粧を和紙に写した隈取り、文楽の義太夫レコードなど総数50,000点。
館内での閲覧であれば無料。館外貸出は有料の「御園座演劇図書館友の会」会員のみとなっていた。
スーパー歌舞伎を手掛けた三代目市川猿之介は、御園座演劇図書館を「数々の演出を手掛ける都度、今まで到底調べきれなかった究極の部分まで納得できる有益な勉強ができた。まさに演劇研究の宝庫」と称えている。
日本の演劇専門図書館としては御園座演劇図書館のほかに、松竹大谷図書館（東京都中央区）、早稲田大学坪内博士記念演劇博物館（東京都新宿区）、池田文庫（大阪府池田市）、園田学園女子大学近松研究所（兵庫県尼崎市）などがあり、類似する施設としては国立劇場伝統芸能情報館（東京都千代田区）などがある。

## 施設利用
開館日は御園座において公演が行われる期間中の火・木・土曜日に限られ、開館時間は10時から12時と14時と16時までとなっている。1991年（平成3年）時点では、研究者・学生・俳優などの利用者が多いが、中高生が学校劇の脚本を探しに来ることもあるという。2001年（平成13年）時点では、通常時の利用者数は1日約30人であり、歌舞伎の公演月の利用者数は1日70-80人だという。2013年（平成25年）1月時点では、通常時の利用者数は1日4-5人であり、歌舞伎の公演月の利用者数は1日20人を超えるという。

## アクセス
- 名古屋市営地下鉄東山線・鶴舞線 伏見駅下車、6番出口から徒歩で約2分。

### WEB
1. ↑  “劇場・店舗・分譲マンションの複合開発「（仮称）栄一丁目御園座共同ビル計画」着工” (PDF).   積水ハウス株式会社 (2015年3月27日). 2015年8月6日閲覧。
2. ↑  “御園座演劇図書館のご案内”.   御園座. 2018年9月24日閲覧。

### 文献
1. ↑  “Hekikai Report”.   碧海信用金庫. 2021年12月13日閲覧。
2. 1 2 3 4 5 6 7 8  「この一点 17 御園座演劇図書館 歌舞伎新報 明治時代の演劇雑誌」『広報なごや』1991年5月号
3. 1 2 3 4  愛知県図書館 1993, p. 33.
4. 1 2 3 4 5 6 7  「御園座閉館、図書館も終了 演劇界の宝 散逸の危機 中部唯一 歌舞伎番付など多数」『中日新聞』2013年1月12日、夕刊
5. 1 2 3  「あそびのα 演劇図書館」『朝日新聞』2001年9月13日
6. 1 2 3 4  「御園座2階に『演劇図書館』 蔵書、台本5万点」『中日新聞』2017年10月6日、朝刊1面